# Neptunkryssare
Neptunkryssaren konstruerades 1938 av Lage Eklund. Fram till mitten av 1970-talet byggdes drygt 200 båtar i trä och därefter har båtarna byggts i plast. Båten har två-tre kojplatser.